# Ulemica
Ulemica es un género extinto de terápsidos, pertenecientes a la familia Venjukoviidae. Es un género basal del suborden Anomodontia, que existió durante el Pérmico medio en lo que ahora es Rusia. Sus restos fósiles aparecieron en la república de Tartaristán y en el Óblast de Oremburgo. La especie tipo, U. invisa, fue asignada al género Venjukovia antes de ser ubicada en su propio género en 1996.